# Luhînî
Luhînî (în ucraineană Лугини) este așezarea de tip urban de reședință a raionului Luhînî din regiunea Jîtomîr, Ucraina. În afara localității principale, mai cuprinde și satele Hluhova, Krupceatka, Luhînkî și Stanțiine.

## Demografie
Componența lingvistică a așezării de tip urban Luhînî
     Ucraineană (96,48%)
     Rusă (3,09%)
     Alte limbi (0,13%)
Conform recensământului din 2001, majoritatea populației așezării de tip urban Luhînî era vorbitoare de ucraineană (96,48%), existând în minoritate și vorbitori de rusă (3,09%).